# Ой (альбом)
Ой — дебютний студійний альбом українського гурту Yurcash, випущений 2006 року лейблом COMP Music/EMI.

## Трек-лист
1. Ой!
2. S..O..S.
3. Бурки чи бутінки?!
4. Патріот
5. Не пара
6. Ромадубонос
7. Мундіаль
8. Таночки
9. Стеляться тумани
10. VальS
11. Бурки чи бутінки?! (remix)
12. Пори Року
13. Дівчина з Майдана
14. Таночки-Julia (remix)
15. Родіна-Мать
16. 10 секунд тиші
17. Кока-кола